# Mass (album The Gazette)
Mass – dziesiąty album studyjny grupy the GazettE. Został wydany 26 maja 2021 roku w Japonii i Stanach Zjednoczonych nakładem Sony Music Entertainment Japan oraz 28 maja w Europie nakładem JPU Records.
Singel „Blinding Hope” dotarł na szczyt listy iTunes UK Metal Songs oraz do pierwszej dziesiątki listy Amazon Hard Rock and Metal Songs w kilku krajach.
Album osiągnął nr 4. na Oricon Albums Chart i nr 5. na Billboard Japan Hot 100. Album znalazł się także na szczycie listy Billboard Japan Top Download Albums. Osiągnął również 1. miejsce na listach przebojów iTunes w Brazylii, Chile, Hongkongu, Singapurze, Tajwanie, Tajlandii, Finlandii i Malezji.

## Lista utworów

### Wersja podstawowa
| 1.  | „Count-10”      | 1:14  |
|     |                 |       |
| 2.  | „Blinding Hope” | 4:22  |
|     |                 |       |
| 3.  | „Rollin”        | 3:28  |
|     |                 |       |
| 4.  | „Nox”           | 3:33  |
|     |                 |       |
| 5.  | „Hold”          | 2:58  |
|     |                 |       |
| 6.  | „濁”            | 4:40  |
|     |                 |       |
| 7.  | „The Pale”      | 5:00  |
|     |                 |       |
| 8.  | „Moment”        | 4:22  |
|     |                 |       |
| 9.  | „Barbarian”     | 3:51  |
|     |                 |       |
| 10. | „Frenzy”        | 2:43  |
|     |                 |       |
| 11. | „Last Song”     | 5:36  |
|     |                 |       |
|     |                 | 41:47 |
|     |                 |       |

## Twórcy
Zespół the GazettE w składzie
- Ruki – śpiew, tekst
- Reita – gitara basowa
- Kai – perkusja
- Uruha – gitara prowadząca
- Aoi – gitara prowadząca